# Brigade de Philadelphie
La brigade de Philadelphie (aussi connue comme la brigade de Californie) est une brigade de l'armée de l'Union qui a servi lors de la guerre de Sécession. Elle est levée principalement dans la ville de Philadelphie, en Pennsylvanie, à l'exception du 106th régiment qui comprend des hommes des comtés de Lycoming et de Bradford.
La brigade combat avec l'armée du Potomac, sur le théâtre oriental pendant toute son existence et combat lors de plusieurs grandes batailles, y compris les batailles d'Antietam, Fredericksburg, Gettysburg, et la campagne de l'Overland. L'une de ses actions les plus célèbres survient lors de la charge de Pickett le 3 juillet pendant la bataille de Gettysburg, où elle défend l'angle sur Cemetery Ridge. La moitié de la brigade quitte le service en juin 1864, et le reste est transféré dans une autre brigade.

## Histoire
Les régiments de la brigade de Philadelphie sont initialement désignés comme des régiments de Californie. Certains résidents de la côte Ouest veulent que la Californie ait une présence militaire dans l'armée orientale et demande au sénateur de l'Oregon Edward D. Baker de former un régiment qui soit mis au crédit de l'État. Baker est en mesure de recruter un régiment de Philadelphie, le désigne comme le 1st California. En octobre, il augmente son commandement pour obtenir une brigade, ajoutant les 2nd, 3rd et 5th California, qui viennent tous de Philadelphie. Après sa mort à la bataille de Ball's Bluff, la Pennsylvanie revendique les régiments et les renomme comme suit :
- le 1st California devient le 71st Pennsylvania ;
- le 2nd California devient le 69th Pennsylvania ;
- le 3rd California devient le 72th Pennsylvania ;
- le 5th California devient le 106th Pennsylvania[2]

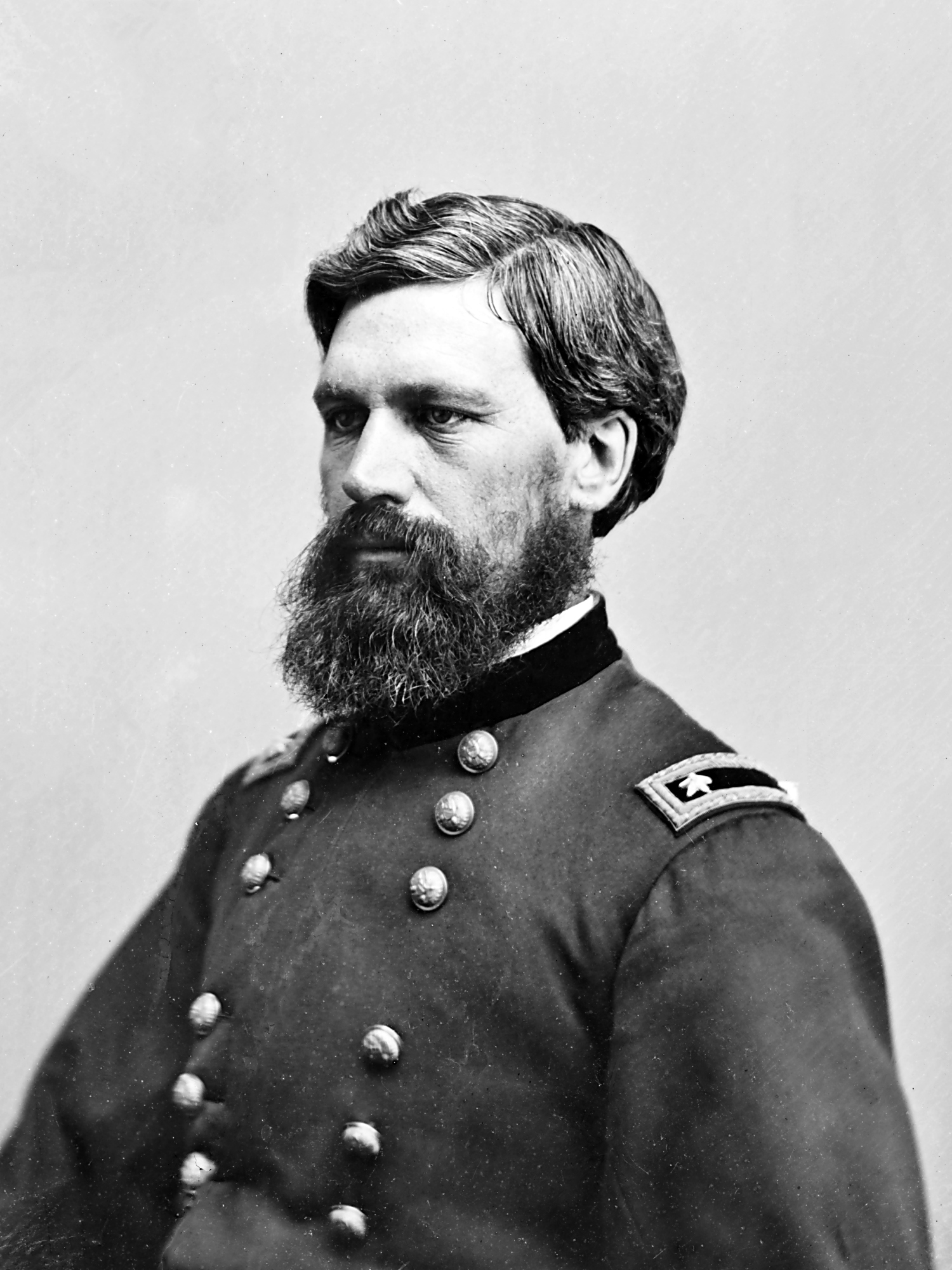
Oliver O. Howard commande la brigade de Philadelphie au cours de la bataille d'Antietam

Désormais commandée par le brigadier général William W. Burns, elle est ensuite affectée au IIe corps de l'armée du Potomac en tant que deuxième brigade de la deuxième division. Elle combat lors de la campagne de la Péninsule, au cours de laquelle le 69th est crédité par le major général Joseph Hooker pour « la première charge à la baïonnette réussie de la guerre » à la bataille de Glendale. Elle combat également durant la bataille de Sept Jours, y compris à Allen's Farm et Savage Station ; à Malvern Hill, elle est postée sur la droite de l'Union avec le reste du IIe corps et, par conséquent, n'est pas engagée au cours de la bataille.
Lors de la bataille d'Antietam, la brigade, désormais commandée par le brigadier général Oliver O. Howard, fait partie de l'attaque du major général John Sedgwick près de West Woods. La division rencontre une forte résistance, et est ensuite attaquée sur le flanc. La plupart de la division est mise en déroute, y compris la brigade de Philadelphie ; certaines compagnies n'ont pas le temps de riposter avant d'être entraînées dans la déroute. La brigade perd 545 hommes en seulement dix minutes. Lorsque Sedwick est blessé pendant la bataille, Howard prend le commandement de sa division et le colonel Joshua T. Owen, du 69th prend le commandement de la brigade. lors de la bataille de Fredericksburg au mois de décembre suivant, la brigade participe à l'assaut sur Marye's Heights. Le 71st est affecté au service de prévôté dans la ville, aussi Howard transfère le 127th Pennsylvania à la brigade de le remplacer. La brigade de Philadelphie parvient jusqu'en haut de la pente de la crête, mais le reste de la division n'avance pas au même moment ; ceci et le feu confédéré stoppent sa progression. Au cours de la bataille, la brigade perd 258 hommes, avec le 127th Pennsylvania subissant 146 pertes. Au cours de la bataille de Chancellorsville, en mai 1863, la division du brigadier général John Gibbon (à laquelle la brigade appartient) reste d'abord dans son camp d'hiver pour être « comme un leurre alors que le reste de l'armée marche » ». Le 3 mai, la division soutient l'attaque du major général John Sedwick contre l'arrière-garde confédérée à Fredericksburg et reste dans la ville par la suite pour la garder ainsi que les ponts sur le fleuve.

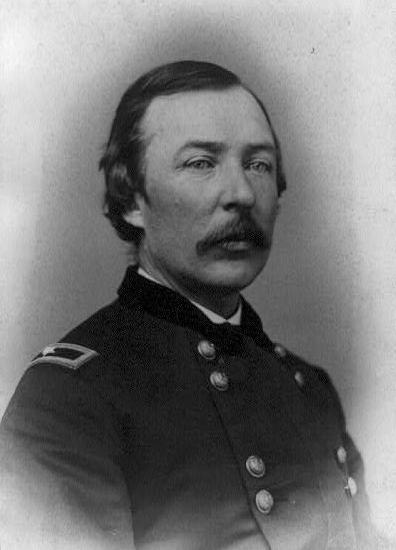
Joshua T. Owen, qui commande la brigade pendant la plus grande partie de la guerre.

Juste avant la bataille de Gettysburg, le brigadier général Joshua T. Owen est relevé de son commandement et remplacé par le brigadier général Alexander S. Webb, dans l'espoir d'améliorer la discipline de la brigade. Au cours de la bataille, il a défend Cemetery Ridge, près du célèbre Angle, les 2 et 3 juillet 1863. Dans la soirée du 2 juillet, il contribue à repousser la brigade du brigadier général Ambrose R. Wright après qu'elle a capturé une partie de la crête et à récupérer un canon. Le 106th progresse jusqu'à la grange Codori près de l'Emmitsburg Road et le 72nd progresse au-delà du mur de pierre, avant que les deux régiments se retirent sur leurs positions antérieures.
Le 3 juillet, huit compagnies du 106th sont envoyées à Cemetery Hill (les deux autres sont déployées le long de l'Emmitsburg Road en tant que piquets) ; le 71th est brièvement envoyé sur Culp's Hill, mais est plus tard déplacé sur l'Angle. La moitié du régiment est postée sur une partie du mur au plus proche des confédérés, tandis que l'autre moitié est à 50 mètres à sa droite en arrière. Le 69th est sur le mur à gauche du 71st. Le 72nd est posté en réserve derrière le bosquet d'arbres. Deux compagnies du 106th retournent sur l'Angle et est placé en réserve avec le 72nd (le reste du régiment est resté sur Cemetery Hill). Au cours de la charge de Pickett, l'aile gauche du 71st retraite du pierre du mur, permettant aux confédérés de le submerger. Le 69th refuse sa droite pour protéger son flanc ; cependant, le 59th New York, sur sa gauche, retraite aussi, en grande partie en raison de la supériorité numérique des confédérés, le 69th tient sa position bien qu'il soit flanqué des deux côtés et étant engagé dans le combat au corps à corps. La compagnie F est accidentellement laissée isolée, n'ayant pas entendu l'ordre de refuser le flanc et est engloutie par l'attaque des confédérés.

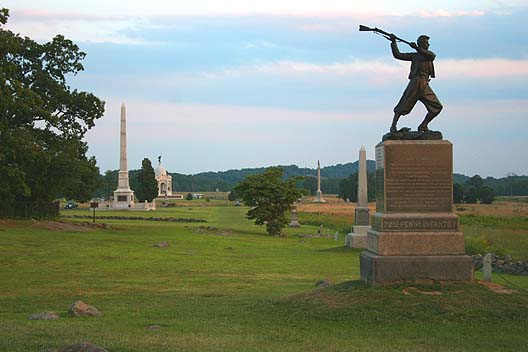
Le monument du 72nd Pennsylvania Infantry sur Cemetery Ridge, Gettysburg, en Pennsylvanie

Le 72nd, et les deux autres compagnies du 106th derrière le bosquet refusent de contre-attaquer. Webb est en mesure de rallier le 71st et le déplacer en ligne avec ces deux unités ; lorsqu'il tente d'obtenir de ces unités d'avancer afin de reprendre le mur, les régiments refusent de bouger. Après que d'autres régiments de l'Union rejoignent la contre-attaque sur la division de Pickett, Webb est enfin en mesure de faire charger sa brigade ; bien qu'il soit blessé à l'aine, Webb refuse de quitter le terrain. La brigade parvient à capturer quatre drapeaux de guerre (ceux des 3rd, 9th, 53rd, et 56th Virginia Infantry).
Après Gettysburg, la brigade continué de servir dans l'armée du Potomac, à partir de la campagne de l'Overland jusqu'à la reddition à Appomattox Court House, souvent subissant de lourdes pertes. Owen est replacé au commandement de la brigade de Philadelphie (Webb est transféré au commandement d'une autre brigade) et le 152nd New York Infantry est ajouté à la brigade. Les supérieurs d'Owen continuent de se plaindre au sujet de sa performance en tant que commandant ; à Spotsylvania Court House, sa brigade reçoit l'ordre de faire une reconnaissance en force contre les lignes confédérées, mais Owen est absent pour des raisons inexpliquées, forçant un autre commandant de brigade à prendre le commandement. La brigade combat une dernière fois comme une unité à la bataille de Cold Harbor, où Owen ne parvient pas à avoir sa brigade prête à temps pour l'assaut du 3 juin et échoue aussi à participer à l'attaque comme son commandant de division le souhaite. En conséquence, pour cet incident et pour l'attaque à Spotsylvania, Owen est relevé de son commandement et libéré du service. Le 22 juillet 1864, la brigade est dissoute. La majorité du 71st et du 106th et l'ensemble de la 72nd sont libérés. Le reste des hommes du 71st est fusionné avec le 69th et le 106th est réformé comme un bataillon de quatre compagnies.
Pendant la guerre, la brigade perd 3 533 hommes sur un total de 5 320 hommes qui ont servi dans l'unité, soit un taux de victimes de 64 %.

## Commandants
- Colonel Edward D. Baker : jusqu'au 21 octobre 1861
- Brigadier général William W. Burns : octobre 1861 - août 1862
- Brigadier général Oliver O. Howard : août 1862 - septembre 1862
- Brigadier général Joshua T. Owen : septembre 1862 - juin 1863
- Brigadier général Alexander S. Webb : juin - juillet 1863
- Brigadier général Joshua T. Owen : août 1863 - juin 1864